# Rufusz Ephesziosz

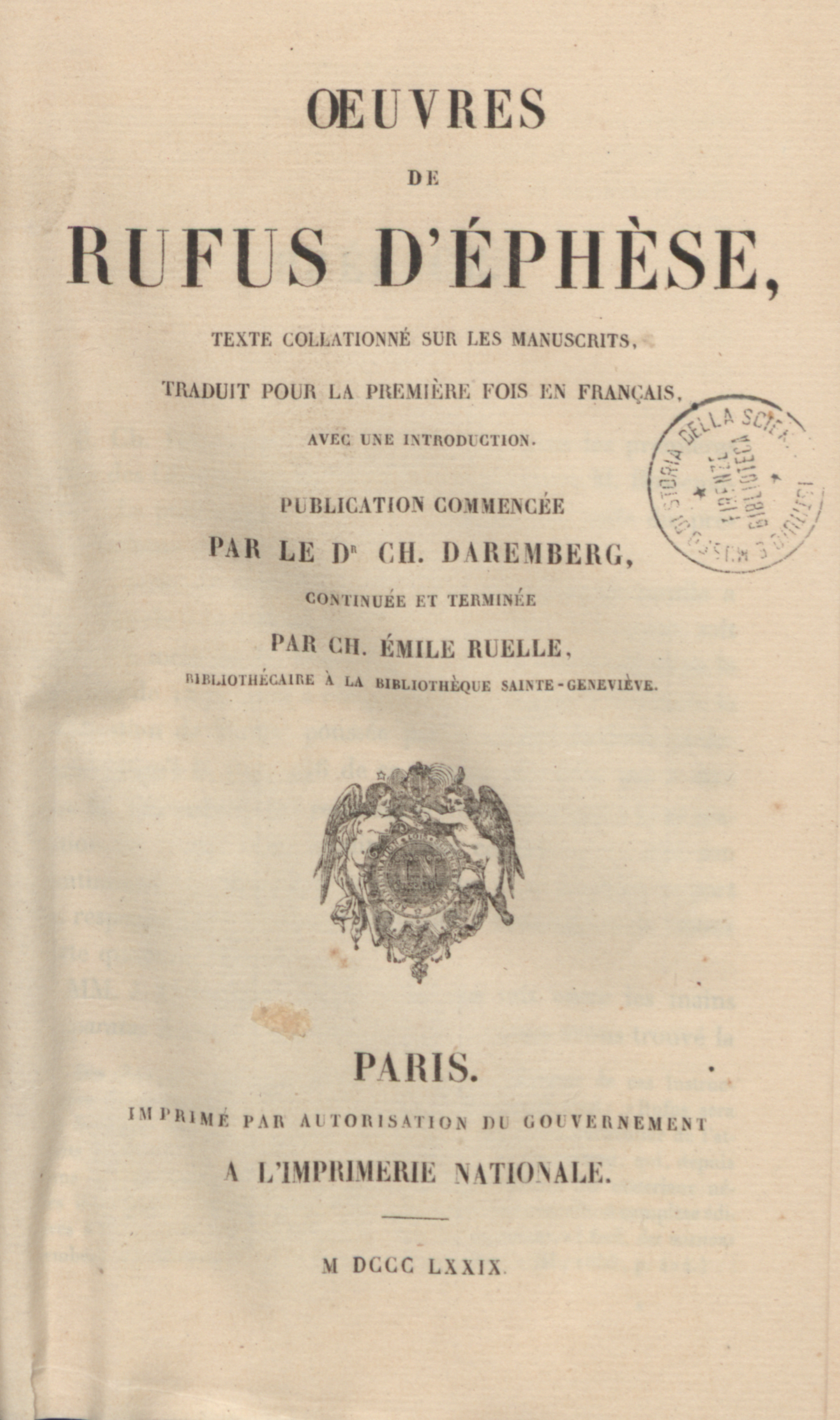
Ouvres, 1879

Rufusz Ephesziosz (1. század vége – 2. század eleje) görög orvos.
Az eklektikus iskola egyik legkiválóbb képviselője volt, Alexandriában élt. Igen járatos volt kora orvosi irodalmában, s maga is számos művet írt világos, egyszerű attikai görög nyelvjárásban. A műveket sok századon át nagy becsben tartották, mára azonban jó részük elveszett, csupán néhány maradt fenn töredékesen a bizánci kor orvosainak gyűjteményes munkáiban. Foglalkozott bonctannal, de nem embereket, hanem majmokat boncolt, s e vizsgálatai alapján egy négy könyvből álló, fennmaradt munkát írt Peri onomaszión tón tou anthropoú morión címen.  Ő volt az első, aki a látóidegek kereszteződését, valamint a szemlencse tokját leírta. Jeleskedett a belgyógyászatban és a sebészetben is. Galénosz igen dicsérte, Oribasziosz pedig kora egyik legkiemelkedőbb orvosának tartotta. A lázról azt tanította, hogy nem kell mindig csillapítani, épp ellenkezőleg, sokszor ki kellene váltani a gyógyulás érdekében. Fontosnak tartotta a rendszeres testgyakorlást; a leányoknak és asszonyoknak az ének és a tánc rendszeres művelését ajánlotta.